# Fußball-Oberliga Berlin 1978/79
Die Fußball-Oberliga Berlin 1978/79 war die fünfte Spielzeit der vom Verband Berliner Ballspielvereine durchgeführten Oberliga Berlin.
Meister wurde Hertha Zehlendorf, die sich damit für die Aufstiegsspiele zur 2. Bundesliga gegen den Zweiten der Oberliga Nord qualifizierten. Im Anschluss nahm der Meister an der Amateurmeisterschafts-Endrunde teil, wo sie im Finale gegen den ESV Ingolstadt-Ringsee verloren.
Durch den Abstieg von Wacker 04 Berlin aus der 2. Bundesliga musste neben dem Berliner SV 1892 und Hellas-Nordwest auch der Neuling VfB Neukölln den Gang in die untergeordnete Landesliga antreten. Im Gegenzug stiegen zur Folgesaison der Traber FC Mariendorf und Blau-Weiß 90 Berlin auf.

## Saisonverlauf
Galten vor Saisonbeginn noch Union 06, der BFC Preussen und der Spandauer SV (SSV) als Favoriten auf den Meistertitel, wurden sie in der Saison von den Hertha Zehlendorf Youngstern überrascht, deren Durchschnittsalter bei 22 Jahren lag. Unter dem Slogan "Wir steigen auf" hatte sich im Süden Berlins bei der "kleinen Hertha" eine leistungsorientierte Mannschaft zusammengefunden, die unter profiähnlichen Bedingungen arbeitete und mit spektakulären Offensivfußball auf sich aufmerksam machte. In der Anfangsphase sorgte erst einmal der Spandauer BC 06 für Furore, der bis zum 4. Spieltag an der Tabellenspitze stand und am 5. Spieltag im Derby gegen den SSV mit 2.482 Zuschauern die größte Zuschauerkulisse der Saison verbuchen konnte. In der Folgezeit entwickelte sich der Kampf um die Spitze zu einem Zweikampf zwischen Zehlendorf und Preussen. Nach der Hinrunde lagen beide Vereine nach Minuspunkten (Preussen zwei Spiele weniger) gleichauf, wobei das direkte Duell mit einem 2:1-Heimsieg an die Lankwitzer ging. Die Rückrunde begann schleppend, da durch den Schneewinter vier komplette Spieltage in Folge ausfielen, weshalb die Saison um drei Wochen verlängert werden musste. Das Kopf-an-Kopf-Rennen um die Spitze ging zwischen Zehlendorf und Preussen bis zum vorletzten Spieltag weiter. An diesem kam es dann im Zehlendorfer Ernst-Reuter-Stadion zum Rückspiel der immer noch punktgleichen Rivalen, welches der Gastgeber mit 2:1 für sich entschied. Damit hatte Zehlendorf den Titel auf Grund des wesentlich besseren Torverhältnis sicher und qualifizierte sich für die Aufstiegsspiele zur 2. Bundesliga und anschließend für die Amateurmeisterschafts-Endrunde. Für einen Eklat sorgte Anfang April der Spandauer SV. Nachdem das Präsidium ihren Trainer Gerd Achterberg nach der letzten Trainingseinheit vor dem Auswärtsspiel bei Hertha Zehlendorf beurlaubte, weigerte sich die Mannschaft dort anzutreten. Stattdessen lief eine verstärkte Jungligaelf (U23) auf und kassierte mit 10:0 die einzige zweistellige Niederlage der Punktspielrunde. Da es zwischen den "Rebellen" und dem Vorstand zu keiner Einigung kam, spielte Spandau mit der neuformierten Mannschaft die Saison zu Ende. Diese holte noch vier Punkte, so dass der SSV nicht in Abstiegsgefahr kam. Dafür waren im Abstiegskampf von Anfang an die beiden Aufsteiger FV Brandenburg/Lichterfelde (BraLi) und der VfB Neukölln verwickelt. Nach einer schwachen Hinrunde, verstanden beide sich in der Rückrunde stetig zu steigern und somit konnte man am 22. Spieltag Hellas-Nordwest im Jahr des 75. Bestehens sowie am 28. Spieltag den traditionsreichen Berliner SV 1892 auf die direkten Abstiegsplätze verweisen. Am letzten Spieltag sicherte sich BraLi durch ein torloses Unentschieden bei Neukölln den Klassenerhalt. Die Neuköllner hofften vergebens auf den Aufstieg der Zehlendorfer in die 2. Bundesliga und musste nach nur einem Jahr den Gang in die untergeordnete Landesliga antreten.

## Abschlusstabelle
| Pl. | Verein                          | Sp. | S  | U  | N  | Tore    | Diff. | Punkte |
| --- | ------------------------------- | --- | -- | -- | -- | ------- | ----- | ------ |
| 1.  | Hertha Zehlendorf               | 30  | 23 | 4  | 3  | 101:350 | +66   | 50:10  |
| 2.  | BFC Preussen                    | 30  | 20 | 8  | 2  | 073:280 | +45   | 48:12  |
| 3.  | Hertha BSC Amateure             | 30  | 15 | 10 | 5  | 067:260 | +41   | 40:20  |
| 4.  | SC Union 06 Berlin              | 30  | 17 | 3  | 10 | 069:390 | +30   | 37:23  |
| 5.  | Lichterfelder SU (N)            | 30  | 15 | 5  | 10 | 071:450 | +26   | 35:25  |
| 6.  | Spandauer BC 06                 | 30  | 14 | 6  | 10 | 054:430 | +11   | 34:26  |
| 7.  | BFC Viktoria 1889               | 30  | 14 | 5  | 11 | 050:330 | +17   | 33:27  |
| 8.  | SC Westend 1901                 | 30  | 13 | 5  | 12 | 047:570 | −10   | 31:29  |
| 9.  | Reinickendorfer Füchse          | 30  | 10 | 9  | 11 | 040:500 | −10   | 29:31  |
| 10. | Tennis Borussia Berlin Amateure | 30  | 9  | 10 | 11 | 030:450 | −15   | 28:32  |
| 11. | Rapide Wedding                  | 30  | 10 | 5  | 15 | 046:510 | −5    | 25:35  |
| 12. | Spandauer SV (P)                | 30  | 9  | 7  | 14 | 046:740 | −28   | 25:35  |
| 13. | FV Brandenburg/Lichterfelde (N) | 30  | 6  | 8  | 16 | 032:670 | −35   | 20:40  |
| 14. | VfB Neukölln (N)                | 30  | 5  | 8  | 17 | 027:570 | −30   | 18:42  |
| 15. | Berliner SV 1892                | 30  | 4  | 7  | 19 | 025:670 | −42   | 15:45  |
| 16. | Hellas-Nordwest                 | 30  | 3  | 6  | 21 | 031:920 | −61   | 12:48  |

| (P) | Pokalsieger 1977/78                   |
| (N) | Aufsteiger aus der Landesliga 1977/78 |

## Kreuztabelle
Die Kreuztabelle stellt die Ergebnisse aller Spiele dieser Saison dar. Die Heimmannschaft ist in der linken Spalte aufgelistet und die Gastmannschaft in der obersten Reihe.
| Oberliga Berlin 27. August 1978 – 3. Juni 1979 | Oberliga Berlin 27. August 1978 – 3. Juni 1979 | Hertha Zehlendorf | BFC Preussen | Hertha BSC Amateure | SC Union 06 Berlin | Lichterfelder SU | Spandauer BC | BFC Viktoria 89 | SC Westend 01 | Reinickendorfer Füchse | Tennis Borussia Berlin Amateure | Rapide Wedding | Spandauer SV | FV Brandenburg/Lichterfelde | VfB Neukölln | Berliner SV 1892 | Hellas Nordwest |
| ---------------------------------------------- | ---------------------------------------------- | ----------------- | ------------ | ------------------- | ------------------ | ---------------- | ------------ | --------------- | ------------- | ---------------------- | ------------------------------- | -------------- | ------------ | --------------------------- | ------------ | ---------------- | --------------- |
| 01.                                            | Hertha Zehlendorf                              |                   | 2:1          | 2:2                 | 5:0                | 1:0              | 2:1          | 2:2             | 9:1           | 6:1                    | 1:1                             | 2:1            | 10:0         | 1:0                         | 2:1          | 4:2              | 4:3             |
| 02.                                            | BFC Preussen                                   | 2:1               |              | 2:2                 | 5:1                | 2:0              | 1:0          | 3:1             | 2:1           | 3:2                    | 0:0                             | 3:0            | 3:0          | 3:0                         | 2:1          | 5:1              | 5:0             |
| 03.                                            | Hertha BSC Amateure                            | 4:1               | 1:2          |                     | 1:0                | 2:1              | 1:1          | 1:1             | 4:1           | 1:1                    | 0:1                             | 0:0            | 3:3          | 6:0                         | 5:0          | 7:0              | 2:3             |
| 04.                                            | SC Union 06 Berlin                             | 2:2               | 2:2          | 0:1                 |                    | 4:0              | 4:1          | 1:2             | 0:2           | 5:2                    | 2:3                             | 2:0            | 1:1          | 5:0                         | 1:2          | 4:1              | 4:0             |
| 05.                                            | Lichterfelder SU (N)                           | 1:4               | 3:2          | 0:0                 | 1:2                |                  | 3:1          | 0:0             | [ 1 ]         | 4:1                    | 4:1                             | 2:1            | 6:0          | 2:0                         | 3:2          | 2:0              | 7:3             |
| 06.                                            | Spandauer BC 06                                | 1:2               | 1:1          | 0:5                 | 3:2                | 2:2              |              | 0:1             | 0:3           | 2:2                    | 2:0                             | 1:0            | 1:1          | 5:0                         | 1:0          | 4:0              | 3:0             |
| 07.                                            | BFC Viktoria 1889                              | 0:1               | 4:5          | 1:0                 | 0:2                | 2:1              | 0:2          |                 | 0:1           | 1:1                    | 0:1                             | 0:1            | 4:0          | 4:1                         | 4:0          | 2:0              | 4:1             |
| 08.                                            | SC Westend 1901                                | 0:3               | 2:2          | 1:3                 | 0:4                | 0:4              | 1:4          | 3:2             |               | 4:2                    | 2:1                             | 3:3            | 6:0          | 1:3                         | 0:0          | 2:1              | 2:0             |
| 09.                                            | Reinickendorfer Füchse                         | 2:1               | 0:0          | 2:1                 | 0:1                | 1:0              | 2:0          | 1:2             | 0:2           |                        | 1:1                             | 3:2            | 0:1          | 1:0                         | 5:2          | 1:1              | 3:3             |
| 10.                                            | Tennis Borussia Berlin Amateure                | 0:4               | [ 2 ]        | 2:2                 | 0:4                | 2:1              | 1:1          | 1:0             | 3:0           | 3:0                    |                                 | 0:1            | 1:1          | 0:0                         | 0:0          | 2:2              | 1:0             |
| 11.                                            | Rapide Wedding                                 | 1:5               | 0:4          | 0:1                 | 1:2                | 3:3              | 0:3          | 1:2             | 0:1           | 4:2                    | 2:0                             |                | 6:4          | 5:0                         | 0:0          | 3:0              | 0:1             |
| 12.                                            | Spandauer SV                                   | 1:2               | 1:6          | 0:2                 | 0:2                | 4:2              | 1:2          | 2:1             | 0:0           | 0:1                    | 5:0                             | 2:4            |              | 8:2                         | 0:0          | 2:1              | 4:0             |
| 13.                                            | FV Brandenburg/Lichterfelde                    | 1:6               | 1:1          | 0:0                 | 1:2                | 0:0              | 5:3          | 0:5             | 1:1           | 0:0                    | 4:0                             | 4:1            | 5:0          |                             | 0:2          | 1:0              | 1:1             |
| 14.                                            | VfB Neukölln                                   | 2:7               | 0:1          | 0:2                 | 2:4                | 0:5              | 2:4          | 0:1             | 1:0           | 0:0                    | 0:2                             | 1:3            | 0:1          | 0:0                         |              | 1:1              | 3:1             |
| 15.                                            | Berliner SV 1892                               | 1:2               | 0:2          | 0:1                 | 1:0                | 2:5              | 1:3          | 0:3             | 0:3           | 0:1                    | 2:1                             | 0:0            | 2:2          | 2:1                         | 1:1          |                  | 3:2             |
| 16.                                            | Hellas-Nordwest                                | 1:7               | 1:1          | 1:7                 | 0:6                | 2:5              | 0:2          | 1:1             | 1:3           | 0:2                    | 2:2                             | 0:3            | 1:2          | 2:1                         | 1:4          | 0:0              |                 |

1. ↑  Lichterfelder SU – SC Westend 1901 3:0 (4. Spieltag); Neuansetzung: 4:1 für Lichterfelde.
 Westend-Spieler Michael Schmidt soll während einer Zeitstrafe von einem LSU-Mitglied so geschlagen worden sein, dass er nicht mehr eingesetzt werden konnte und in ein Krankenhaus eingeliefert wurde.
2. ↑  Tennis Borussia Berlin Amateure – BFC Preussen 1:1 (4. Spieltag); Wertung: 2:0 Punkte 2:0 Tore für Preussen. Tennis Borussia Berlin setzte mit Thomas Proetel einen nicht spielberechtigten Spieler ein.

## Torschützenliste
|     | Spieler            | Verein              | Tore |
| --- | ------------------ | ------------------- | ---- |
| 01. | Thomas Grunenberg  | SC Westend 1901     | 21   |
| 01. | Wolfgang Balzereit | SC Union 06 Berlin  | 21   |
| 01. | Ralf Lehmann       | Hertha Zehlendorf   | 21   |
| 04. | Detlef Gilke       | Lichterfelder SU    | 19   |
| 05. | Bernd Hewelcke     | Lichterfelder SU    | 18   |
| 06. | Sydney Ezzadam     | BFC Viktoria 1889   | 17   |
| 06. | Peter Pagel        | Spandauer BC 06     | 17   |
| 08. | Günter Pohle       | Hertha Zehlendorf   | 16   |
| 08. | Christian Werner   | Hertha BSC Amateure | 16   |
| 10. | Michael Toppel     | Hertha BSC Amateure | 15   |

## Zuschauer
In 239 Spielen kamen 46.318 Zuschauer (ø 194 pro Spiel) in die Stadien.
Größte Zuschauerkulisse
2.482 Spandauer BC 06 – Spandauer SV (6. Spieltag)
Niedrigste Zuschauerkulisse
12 Tennis Borussia Berlin Amateure – Reinickendorfer Füchse (26. Spieltag)
| Verein                          | Gesamt  | {\displaystyle \varnothing } | Heim  | {\displaystyle \varnothing } | Ausw. | {\displaystyle \varnothing } |
| ------------------------------- | ------- | ---------------------------- | ----- | ---------------------------- | ----- | ---------------------------- |
| Hertha Zehlendorf               | 13.7610 | 459                          | 6.740 | 449                          | 7.021 | 468                          |
| BFC Preussen                    | 12.0350 | 415                          | 5.600 | 373                          | 6.435 | 460                          |
| Hertha BSC Amateure             | 6.085   | 203                          | 3.434 | 229                          | 2.651 | 177                          |
| SC Union 06 Berlin              | 3.923   | 131                          | 1.160 | 077                          | 2.763 | 184                          |
| Lichterfelder SU                | 4.284   | 143                          | 1.830 | 122                          | 2.454 | 164                          |
| Spandauer BC 06                 | 10.6020 | 353                          | 8.194 | 546                          | 2.408 | 161                          |
| BFC Viktoria 1889               | 4.121   | 137                          | 1.880 | 125                          | 2.241 | 149                          |
| SC Westend 1901                 | 4.019   | 134                          | 1.846 | 123                          | 2.173 | 145                          |
| Reinickendorfer Füchse          | 4.147   | 138                          | 1.704 | 114                          | 2.443 | 163                          |
| Tennis Borussia Berlin Amateure | 2.859   | 099                          | 0969  | 069                          | 1.890 | 126                          |
| Rapide Wedding                  | 4.782   | 159                          | 2.499 | 167                          | 2.283 | 152                          |
| Spandauer SV                    | 9.587   | 320                          | 5.295 | 353                          | 4.292 | 286                          |
| FV Brandenburg/Lichterfelde     | 2.918   | 097                          | 1.251 | 083                          | 1.667 | 111                          |
| VfB Neukölln                    | 3.041   | 101                          | 1.063 | 071                          | 1.978 | 132                          |
| Berliner SV 1892                | 2.791   | 093                          | 0907  | 060                          | 1.884 | 126                          |
| Hellas-Nordwest                 | 3.681   | 123                          | 1.946 | 130                          | 1.735 | 116                          |

## Berliner-Meister
| 1.                         | Hertha Zehlendorf |
| Logo von Hertha Zehlendorf | Michael Steinert (29 Spiele / Tore –) in der Oberliga Günter Pohle (29/16) Robert Jüttner (25/2), Frank Loder (23/–), Reinhard Gröger (22/1) Burt Brauer (30/9), Ralf Lehmann (25/21), Immanuel Bieder (28/13) Dieter Wimmer (28/10), Andreas John (20/12), Andreas Vogt (24/1) Trainer: Wolfgang John |
| Logo von Hertha Zehlendorf | außerdem: Michael Gantner (Tor 2/–); Lutz Sendrowski (22/2), Detlef Beese (6/–), Spiegel (2/–); Peter Harth (20/6), Peyami Yayla (18/8), Lutz Steinke (9/–), Karl-Heinz Peter (8/–); Stephan Koziol (6/–), Möller (6/–) ohne Einsatz blieben: Wolfgang Stemme, Rainer Mosni                            |

## Aufstiegsspiele zur 2. Bundesliga
|                   | Gesamt    |                 | Hinspiel | Rückspiel |
| ----------------- | --------- | --------------- | -------- | --------- |
| Hertha Zehlendorf | (a)5:5(a) | OSC Bremerhaven | 5:4      | 0:1       |